# Burgställe im Landkreis München
Diese Liste gibt einen Überblick über Burgställe, also Stellen, an denen einmal eine Burg stand, im Landkreis München. Burgställe in der Stadt München sind in der Liste der Burgställe in München aufgelistet. Von den mittelalterlichen Burganlagen im Landkreis München ist heute nur noch die Burg Grünwald erhalten, alle übrigen sind abgegangen. Die auf dem gegenüberliegenden Isarhochufer liegende Burg Schwaneck ist keine historische Burg, sondern eine romantische Neuschöpfung aus dem 19. Jahrhundert. Von einigen der abgegangenen Burgen sind noch Reste sichtbar, andere sind nur aus Urkunden bekannt. Von diesen ist oft die genaue Lage ungewiss, bei manchen kann auch die Existenz nur vermutet werden. Soweit der Standort bekannt ist, sind diese Burgställe meist als Bodendenkmal in die Bayerische Denkmalliste eingetragen.

## Burgställe
| Burgstall                  | Lage                                        | Anmerkungen | Bild             |
| -------------------------- | ------------------------------------------- | --- | ---------------- |
| Burgstall Aying            | Aying (Standort)                            | Burgstall des hohen Mittelalters, Bodendenkmal |                  |
| Burgstall Blindham         | Aying, Blindham (Standort)                  | Mittelalterlicher Turmhügel, Bodendenkmal |                  |
| Burgstall Kleinhelfendorf  | Aying, Kleinhelfendorf (Standort)           | Mittelalterlicher Turmhügel, Bodendenkmal |                  |
| Burgstall Baierbrunn       | Baierbrunn (Standort)                       | Mittelalterlicher Burgstallrest, Bodendenkmal |                  |
| Birg Höhenschäftlarn       | Baierbrunn (Standort)                       | Abschnittsbefestigung der Ottinenzeit, Fluchtburg während der Ungarnkriege, Bodendenkmal                                                            | (weitere Bilder) |
| Römerschanze Grünwald      | Grünwalder Forst (Standort)                 | Abschnittsbefestigung der späten römischen Kaiserzeit, Fluchtburg während der Ungarnkriege, ebenerdiger Ansitz des hohen Mittelalters, Bodendenkmal | (weitere Bilder) |
| Burgstall Beigarten        | Straßlach-Dingharting, Beigarten (Standort) | Spätmittelalterlicher Burgstall, Bodendenkmal |                  |
| Burgstall Unterschleißheim | Unterschleißheim (Standort)                 | Burgstall des hohen Mittelalters, Bodendenkmal |                  |